# Regierung Carl Bildt

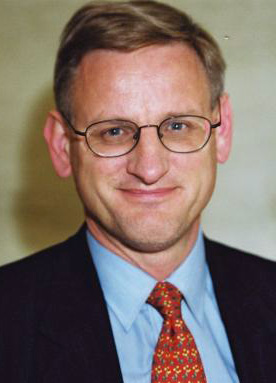
Carl Bildt war zwischen 1991 und 1994 Ministerpräsident Schwedens.

Die Regierung Bildt war die schwedische Regierung von 1991 bis 1994.
Bei der Wahl zum Schwedischen Reichstag am 15. September 1991 stellte die Sozialdemokratische Arbeiterpartei SAP (Sveriges socialdemokratiska arbetareparti) des bisherigen Ministerpräsidenten Ingvar Carlsson mit 138 der 349 (37,7 Prozent) zwar erneut die meisten Abgeordneten im Reichstag (Sveriges riksdag), erzielte damit aber ihr schlechtestes Ergebnis seit der Wahl vom 15. September 1928. Zweitstärkste Kraft wurde die Moderate Sammlungspartei M (Moderata samlingspartiet) von Carl Bildt mit 80 Mandaten (21,9 Prozent), gefolgt von der Volkspartei Die Liberalen FP (Folkpartiet liberalerna) unter Bengt Westerberg mit 33 Sitzen (9,1 Prozent), der Zentrumspartei C (Centerpartiet) von Olof Johansson mit 31 Mandaten (8,5 Prozent) und der Christdemokratischen Gesellschaftspartei KDS (Kristdemokratiska Samhällspartiet) unter Alf Svensson mit 26 Abgeordneten (7,1 Prozent). Neu in den Reichstag zog die Neue Demokratie ND (Ny demokrati) von Ian Wachtmeister, die auf Anhieb 25 Sitze (6,7 Prozent) erhielt, während die Linkspartei V (Vänsterpartiet) von Lars Werner 16 Abgeordnete (4,5 Prozent) erhielt. Die Umweltpartei Die Grünen MP (Miljöpartiet de Gröna) von Jan Axelsson und Margareta Gisselberg hingegen erhielten nur noch 3,4 Prozent und verloren damit alle ihre bisherigen 20 Mandate im Reichstag. Daraufhin bildete Carl Bildt am 4. Oktober 1991 eine Koalitionsregierung, der Minister der Moderaten Sammlungspartei, der Volkspartei Die Liberalen, der Zentrumspartei und der Christdemokratischen Gesellschaftspartei angehörten. Die Regierungskoalition verfügte damit über 170 Mandate im Reichstag. Kurz nach dem Regierungsantritt bewarb sich Schweden um die Mitgliedschaft in der Europäischen Union (EU).
Bei der darauf folgenden Wahl zum Reichstag am 18. September 1994 erhielt die SAP unter Ingvar Carlsson 161 Sitze (45,3 Prozent) und wurde wieder stärkste Fraktion. Die Moderate Sammlungspartei von Ministerpräsident Bildt konnte ihre 80 Mandate (22,4 Prozent) behaupten. Allerdings erhielten die Zentrumspartei von Olof Johansson nur noch 27 Sitze (7,6 Prozent), die Volkspartei Die Liberalen unter Bengt Westerberg 26 Mandate (7,2 Prozent) und die vierte Regierungspartei, die Christdemokratische Gesellschaftspartei von Alf Svensson, lediglich 15 Mandate (4,1 Prozent). Die Neue Demokratie unter Vivianne Franzén verlor mit nur noch 1,2 Prozent alle 25 Abgeordnetensitze, während die Umweltpartei Die Grünen von Marianne Samuelsson und Birger Schlaug mit 18 Mandaten (5 Prozent) wieder in den Reichstag einzog. Die Linkspartei unter Gudrun Schyman erhielt 22 Mandate (6,2 Prozent). Die bisherige Regierungskoalition verlor damit 22 ihrer 170 Mandate und kam nur noch auf 148 Sitze. 
Daraufhin bildete Ingvar Carlsson am 7. Oktober 1994 die Regierung Carlsson III, eine sozialdemokratische Minderheitsregierung.

## Minister
Dem Kabinett gehörten folgende Minister an:
| Amt                               | Name                         | Partei     | Beginn der Amtszeit           | Ende der Amtszeit             |
| --------------------------------- | ---------------------------- | ---------- | ----------------------------- | ----------------------------- |
| Ministerpräsident                 | Carl Bildt                   | M          | 4. Oktober 1991               | 7. Oktober 1994               |
| Außenministerin                   | Margaretha af Ugglas         | M          | 4. Oktober 1991               | 7. Oktober 1994               |
| Minister für Entwicklungshilfe    | Alf Svensson                 | KDS        | 4. Oktober 1991               | 7. Oktober 1994               |
| Außenhandelsminister              | Ulf Dinkelspiel              | M          | 4. Oktober 1991               | 7. Oktober 1994               |
| Justizminister                    | Gun Hellsvik                 | M          | 4. Oktober 1991               | 7. Oktober 1994               |
| Verteidigungsminister             | Anders Björk                 | M          | 4. Oktober 1991               | 7. Oktober 1994               |
| Sozialminister                    | Bengt Westerberg             | FP         | 4. Oktober 1991               | 7. Oktober 1994               |
| Kommunikationsminister            | Mats Odell                   | KDS        | 4. Oktober 1991               | 7. Oktober 1994               |
| Finanzministerin                  | Anne Wibble                  | FP         | 4. Oktober 1991               | 7. Oktober 1994               |
| Bildungsminister                  | Per Unckel                   | M          | 4. Oktober 1991               | 7. Oktober 1994               |
| Schulministerin                   | Beatrice Ask                 | M          | 4. Oktober 1991               | 7. Oktober 1994               |
| Landwirtschaftsminister           | Karl Erik Olsson             | C          | 4. Oktober 1991               | 7. Oktober 1994               |
| Minister für den Arbeitsmarkt     | Börje Hörnlund               | C          | 4. Oktober 1991               | 7. Oktober 1994               |
| Kulturministerin                  | Birgit Friggebo              | FP         | 4. Oktober 1991               | 7. Oktober 1994               |
| Wirtschaftsminister               | Per Westerberg               | M          | 4. Oktober 1991               | 7. Oktober 1994               |
| Zivilministerin                   | Inger Davidson               | KDS        | 4. Oktober 1991               | 7. Oktober 1994               |
| Umweltminister                    | Olof Johansson Görel Thurdin | C          | 4. Oktober 1991 16. Juni 1994 | 16. Juni 1994 7. Oktober 1994 |
| Stellvertretende Justizministerin | Reidunn Laurén               | Parteilose | 4. Oktober 1991               | 7. Oktober 1994               |
| Stellvertretender Sozialminister  | Bo Könberg                   | FP         | 4. Oktober 1991               | 7. Oktober 1994               |
| Stellvertretender Finanzminister  | Bo Lundgren                  | M          | 4. Oktober 1991               | 7. Oktober 1994               |
| Stellvertretende Umweltministerin | Görel Thurdin                | C          | 4. Oktober 1991               | 16. Juni 1994                 |

## Hintergrundliteratur
- Das 20. Jahrhundert. Ein illustrierter Rückblick auf 100 Jahre Weltgeschehen. H+L Verlagsgesellschaft, Köln 1999
- Der Große Ploetz. Die Enzyklopädie der Weltgeschichte. Verlag Vandenhoeck & Ruprecht, 35. Auflage, Göttingen, 2008, ISBN 978-3-525-32008-2